# هون (کلرادو)
هون (به انگلیسی: Hoehne) یک منطقهٔ مسکونی در ایالات متحده آمریکا است که در شهرستان لاس انیماس، کلرادو واقع شده‌است. هون ۱٬۷۵۰ متر بالاتر از سطح دریا واقع شده‌است.